# Încrucișare cromozomică

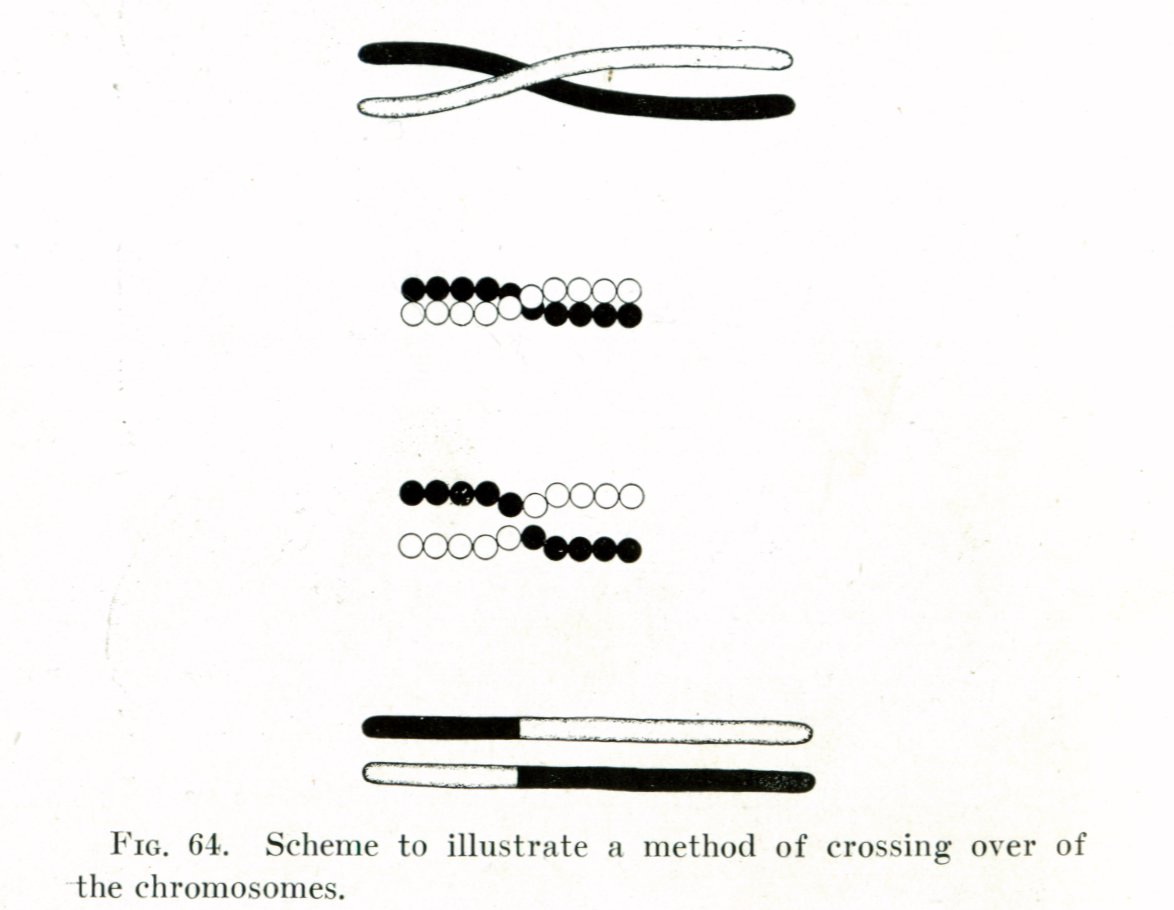
Ilustrația lui Thomas Hunt Morgan reprezentând recombinarea intracromozomală (crossing-over-ul) (1916)

Încrucișarea cromozomică (în engleză crossing-over), în genetică, reprezintă un schimb reciproc de segmente cromozomiale alelice între cromozomi omologi, survenind în general în fază de diplonem a primei profaze meiotice, la nivelul chiasmelor. Acesta este mecanismul responsabil de recombinările genetice.

## Schimbul reciproc de gene între cromozomii omologi-fenomen numit crossing-over.
Thomas Hunt Morgan reia experimentul, încrucișând două musculițe mutante: masculul prezintă aripi vestigiale (vgvg) și corp gri normal (b+ b+) iar femela prezintă aripi normale (vg+ vg+) și corp de culoare neagră (bb). Femele heterozigote din generația F1 se încrucișează cu un mascul dublu mutant recesiv. Femele din generația F1 formează patru tipuri de gameți, dintre care doi sunt nerecombinați genetic iar doi recombinați genetic. În generația F2 se obțin patru tipuri de organisme: 83% prezintă caractere care seamănă cu forma maternă și cu cea paternă iar 17% sunt indivizi recombinați genetic, apăruți în urma crossing-over-lui. Apariția indivizilor recombinați genetic se explică astfel: în timpul diviziunii meiotice cromozomii omologi se ating într-un punct, în două sau mai multe. Cromatidele cromozomilor se rup la nivelul punctelor de contact, astfel încât în momentul refacerii, între cromozomii omologi apare un schimb de segmente cromatidice. Crossing-over-ul poate fi simplu, dublu sau multiplu, în funcție de numărul perechilor de segmente cromatidice schimbate. Precizăm că în timpul crossing-over-lui genele își modifică numai raportul de vecinătate, dar își păstrează locii.